# Chuuk

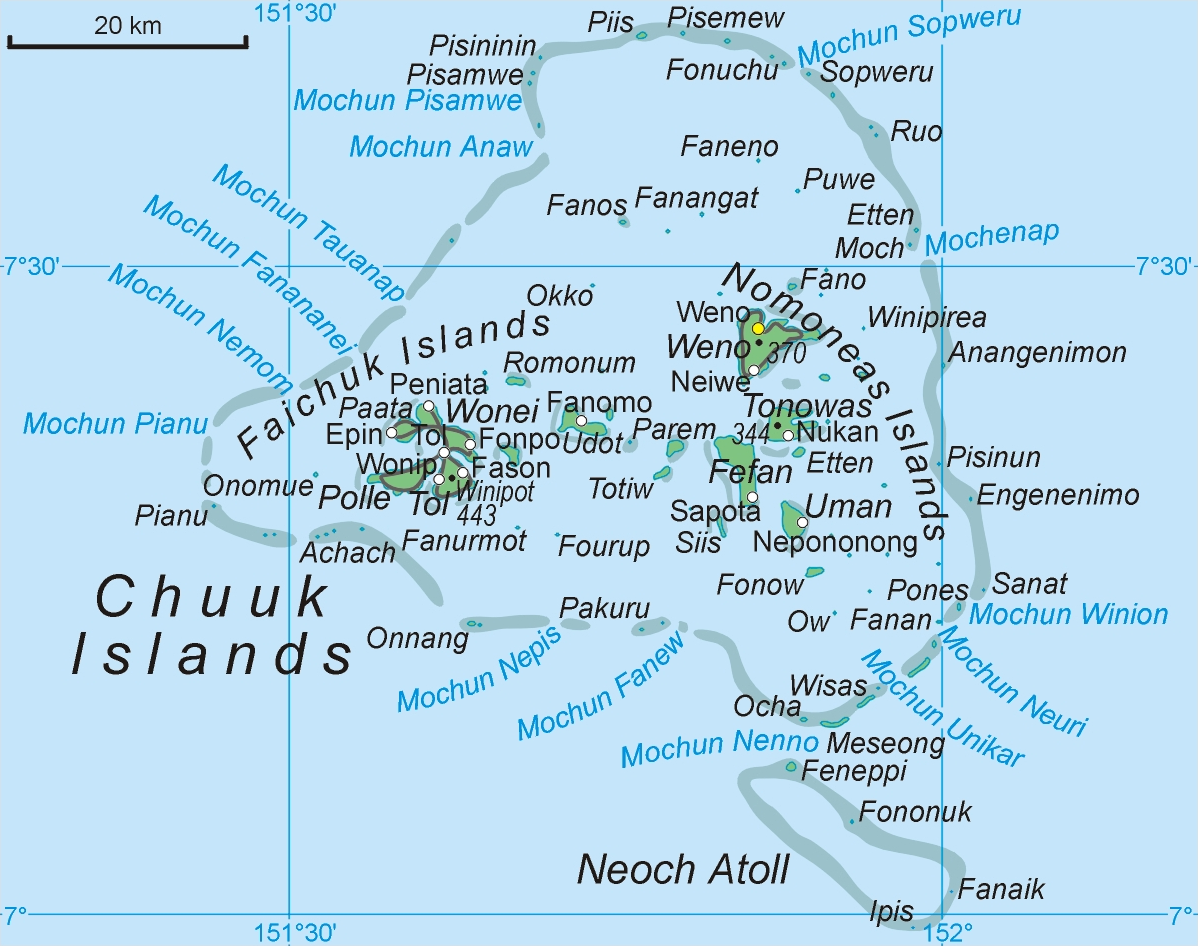
Quần đảo Chuuk

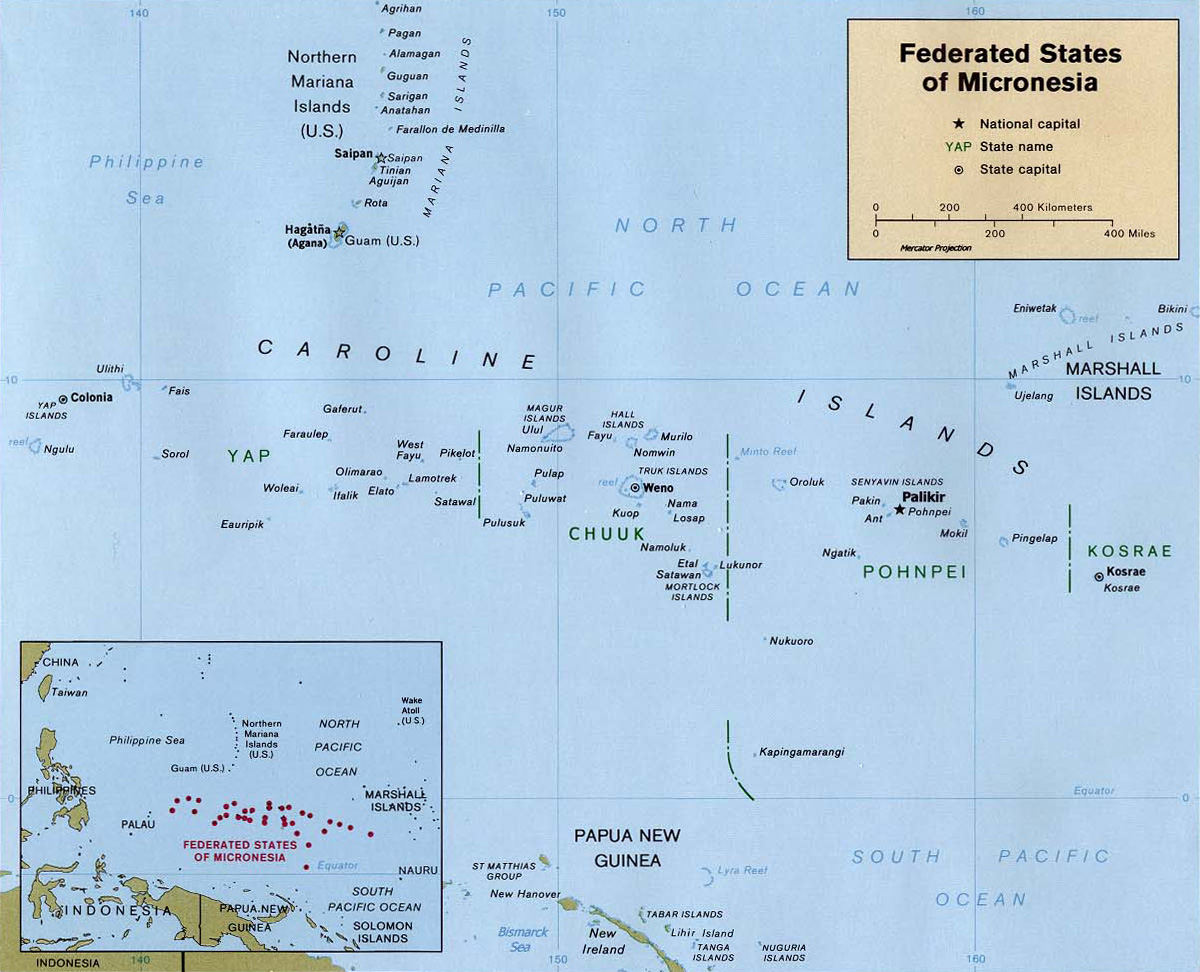
Chuuk trong Liên bang Micronesia

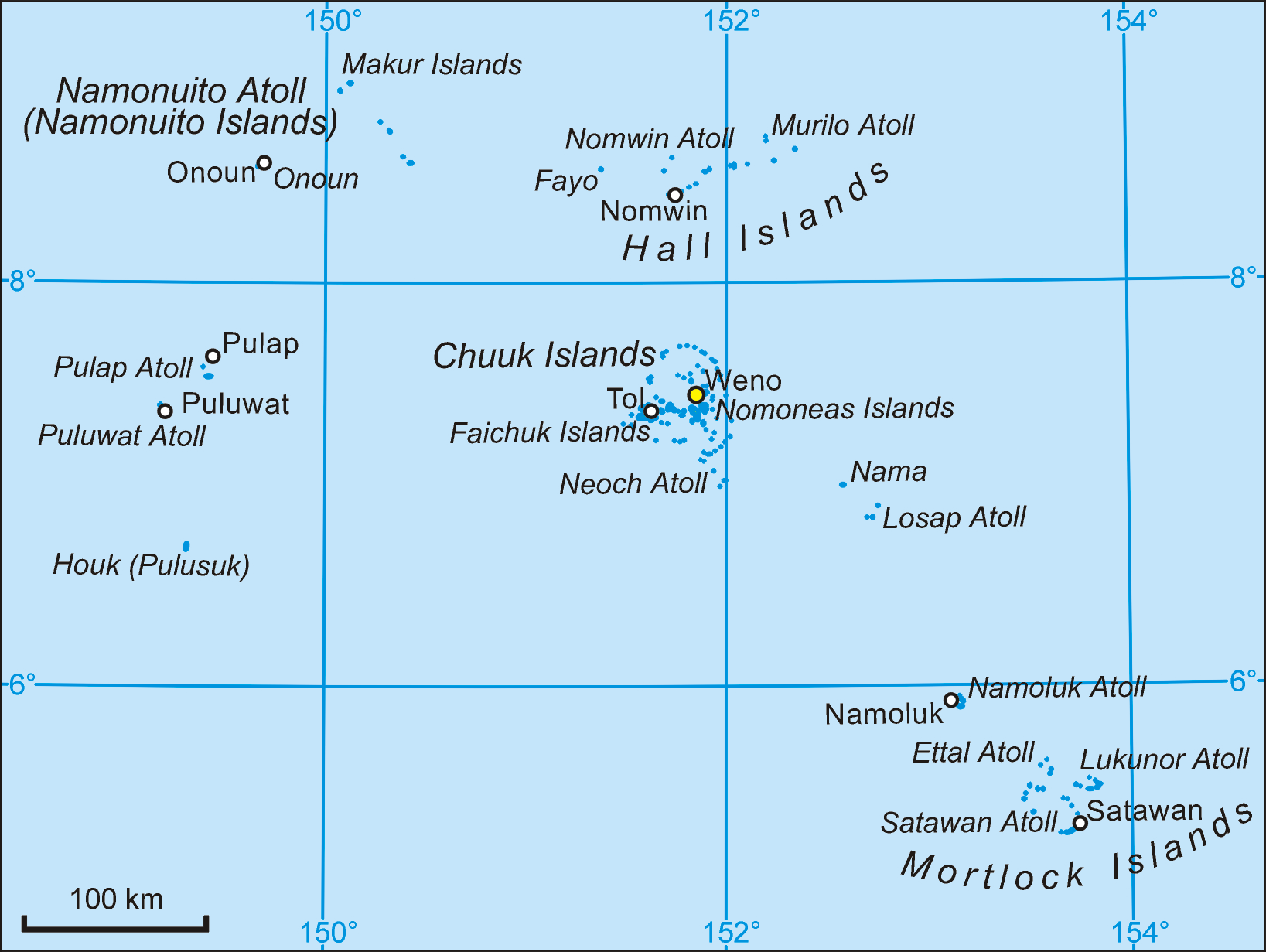
Bản đồ Bang Chuuk

Cờ của Chuuk

Chuuk (trước đây còn được gọi là Truk, Ruk, Hogoleu, Torres, Ugulat và Lugulas) là một nhóm đảo ở Tây Thái Bình Dương. Chuuk cũng là một trong bốn bang của Liên bang Micronesia cùng với Kosrae, Pohnpei và Yap. Đây là bang đông dân nhất nước. Về mặt địa lý, Chuuk là một phần của Quần đảo Caroline. Chuuk có nghĩa là núi trong tiếng Chuuk và từng chủ yếu được gọi là Truk (cách phát âm chệch đi của Ruk) cho đến năm 1990.

## Địa lý
Trung tâm dân cư chính của Bang Chuuk là Phá Chuuk, một quần đảo lớn với những hòn đảo đồi núi được bao quanh bởi chuỗi đảo nhỏ trên một vỉa san hô ngầm. Hai thực thể địa lý chính của Phá Chuuk là Faichuuk, nhóm đảo phía tây và Namoneas, nhóm đảo phía đông. Bang Chuuk cũng bao gồm một vài hòn đảo có dân cư khá thưa thớt ở bên ngoài Phá, như Quần đảo Mortlock ở phía đông nam, Quần đảo Hall (Pafeng) ở phía bắc, đảo san hô vòng Namonuito ở phía tây bắc và Khu vực Pattiw ở phía tây. Khu vực Pattiw có tầm quan trọng đặc biệt vì chúng là một trong số những Quần đảo truyền thống nhất tại Thái Bình Dương và có sự liên hệ văn hóa với các đảo phía ngoài của Yap.

## Lịch sử
Vẫn chưa thể khẳng định là các hòn đảo của Chuuk đã có người định cư sớm nhất khi nào, nhưng dựa trên các dấu vết khảo cổ, có thể các hòn đảo đã được định cư từ trên 2000 năm trước. Không biết chắc chắn khi nào những người dân bản địa hiện nay đã tới từ đâu. Dựa theo các chứng cứ khảo cổ có thể đoán là khoảng năm 200TCN và không có người định cư tiếp theo cho đến năm 1300 SCN. Với các nghiên cứu khảo cổ sâu hơn, những thiếu sót trên có thể được giải quyết. Tuy nhiên, bởi vì Chuuk không phải là vấn đề khảo cổ quan trọng nên không chắc các nghiên cứu chuyên sâu sẽ được thực hiện sớm. Có thể các cư dân đã đến từ các Bang Pohnpei và Kosrae ở phía đông, dựa trên sự tương đồng về ngôn ngữ và các truyền thuyết.
Như là một phần của Lãnh thổ thuộc địa của Quần đảo Carolone, Truk từng thuộc Tây Ban Nha sau đó là Đức và Đế quốc Nhật Bản. Trong Chiến tranh thế giới thứ 2, Phá Truk là từng là căn cứ chính của Đế quốc Nhật Bản trên chiến trường Thái Bình Dương. Một phần đáng kể Hạm đôi Nhật Bản đóng tại đây. Truk là căn cứ cho các hoạt động của Nhật Bản chống lại lực lượng Đồng Minh ở New Guinea và Quần đảo Salomon. Vì tính vững chắc của đảo cả về mặt tự nhiên lẫn nhân tạo, căn cứ Truk được coi như là "Gibraltar của Thái Bình Dương"
Chiến dịch Hailstone (mưa đá) được Hoa Kỳ tiến hành năm 1944 đã trở thành một trong những cuộc hải chiến quan trọng nhất trong chiến tranh ở Truk. 12 tàu chiến của Nhật Bản, 32 tàu buôn và 249 máy bay đã bị phá hủy, mặc dù các tàu chiến lớn hơn đã nhận được cảnh báo và sẵn sàng chiến đấu.
Chuuk là một trong 6 khu vực của Lãnh thổ Ủy thác Quần đảo Thái Bình Dương do Hoa Kỳ quản lý dưới sự ủy quyền của Liên Hợp Quốc từ khi kết thúc Chiến tranh cho đến đầu thập kỷ 90.

## Hành chính
Chuuk có diện tích là 127 km² và dân số là
54.595 người, mật độ 420 người/km². Thủ phủ là Wena. Chuuk có 40 đô thị tự trị (municipality), 16 thuộc Phá Chuuk và 24 ở những quần đảo xa bên ngoài:
Quần đảo Bắc Nomoneans (Shiki), Phá Chuuk
- - Weno (Moen)
  - Fono
  - Pis-Naneu

Quần đảo Nam Nomoneans (Shiki), Phá Chuuk
- - Fefan
  - Tonowas
  - Uman (bao gồm đảo san hô không người ở Kuop (Neoch))
  - Parama
  - Tsis

Quần đảo Faichuuk (Shichiyo), Phá Chuuk
- - Tol
  - Wonei (Onei)
  - Polle
  - Paata (Pata)

Nomwisofo
- - Udot
  - Fanapanges
  - Romanum
  - Eot

Quần đảo Hall (bắc)
- - Nomwin
  - Fananu
  - Murilo
  - Ruo

Đảo san hô vòng Namonuito (Quần đảo Magur) (tây bắc)
- - Pisaras
  - Magur (Makur)
  - Ono
  - Onari (Unanu)
  - Ulul

Pattiw (Quần đảo Miền Tây)
- - Pollap (hòn đảo nhỏ phía bắc của Đảo san hô Pollap)
  - Tamatam (hòn đảo nhỏ phía nam của Đảo san hô vòng Pollap)
  - Houk (từng gọi là Pulusuk)
  - Poluwat (Puluwat)

Quần đảo Miền Đông (Quần đảo Thượng Mortlock)
- - Nama
  - Losap
  - Pis-Losap (hòn đảo nhỏ của Đảo san hô vòng Losap)
  - Namoluk

Quần đảo Mortlock
- - Ettal
  - Lukunor
  - Oneop (hòn đảo nhỏ phia tây của Đảo san hô vòng Lukunor
  - Satawan
  - Kutu (hòn đảo nhỏ phía tây của Đảo san hô vòng Satawan)
  - Moch (hòn đảo nhỏ phía bắc của Đảo san hô vòng Satawan)
  - Ta (hòn đảo nhỏ phía đông nam của Đảo san hô vòng Satawan)